# Matilla de los Caños del Río
Matilla de los Caños del Río es un municipio y localidad española de la provincia de Salamanca, en la comunidad autónoma de Castilla y León. Se integra dentro de la comarca del Campo de Salamanca (Campo Charro). Pertenece al partido judicial de Salamanca.
Su término municipal está formado por las localidades de Canillas de Torneros, Carrascal de Sanchiricones, Linejo, Matas Altas, Matilla de los Caños del Río, Ochando y Pocito, además de por los despoblados de Campo del Hospicio, Carrascalino y El Cueto, ocupa una superficie total de 69,29 km² y según los datos demográficos recogidos por el INE en el año 2017, cuenta con una población de 640 habitantes.

## Historia

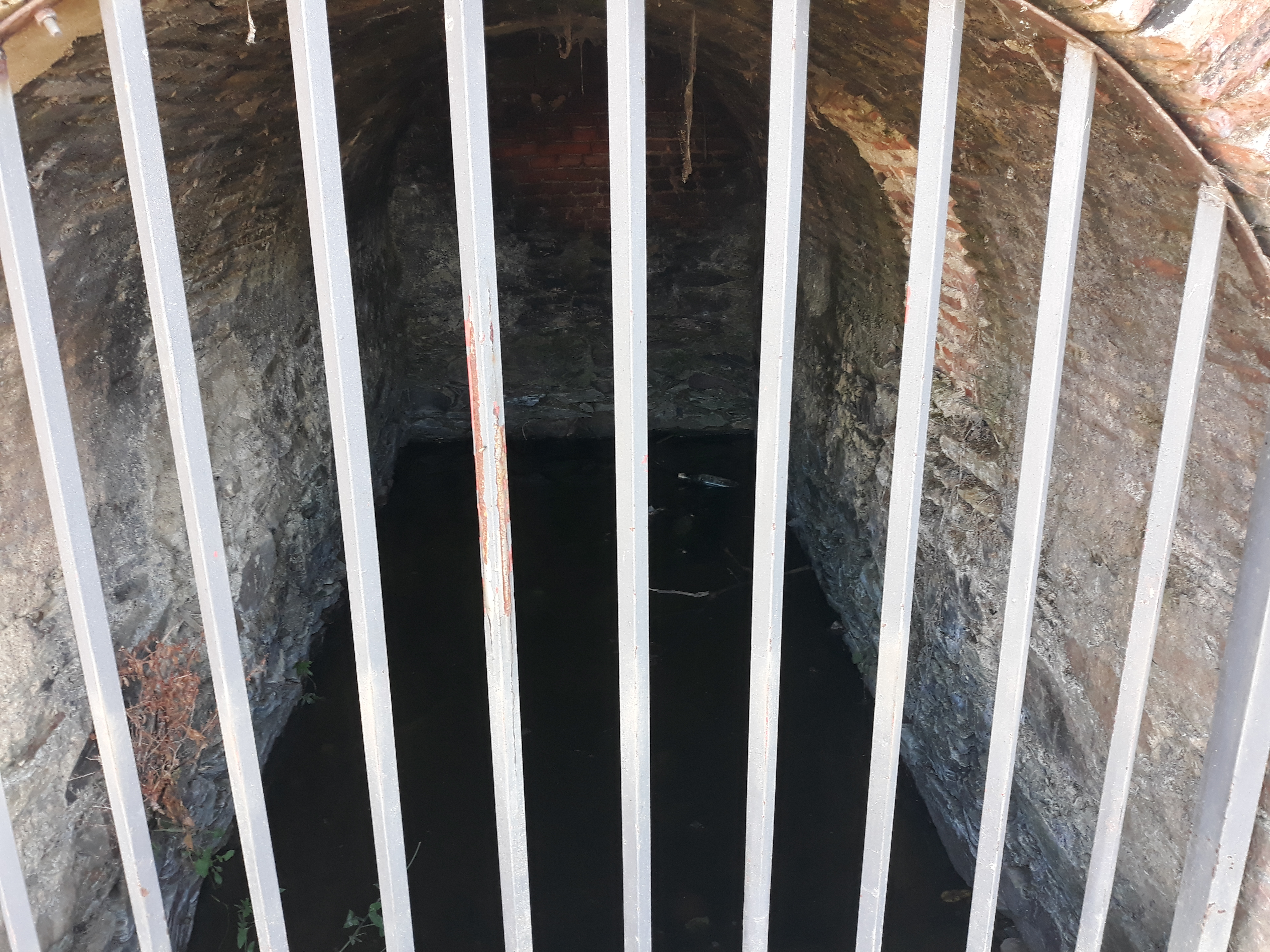
Interior de "La Fuentina", fuente a la que la tradición oral de Matilla le da un origen medieval.

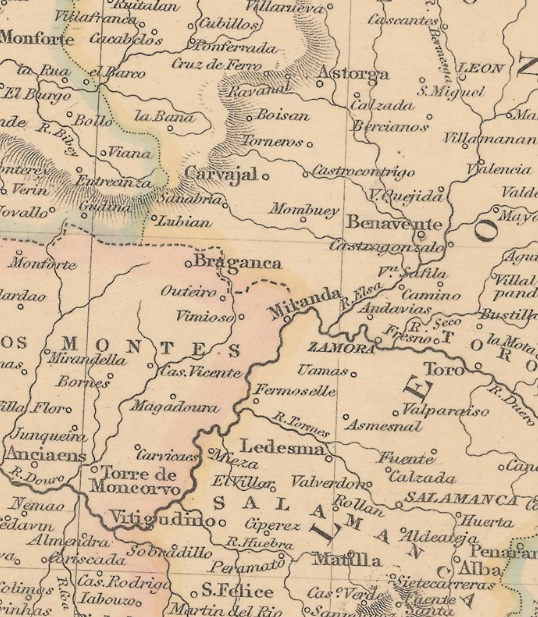
Detalle del mapa "Spain and Portugal" realizado por John Betts en 1838, en el que se puede apreciar Matilla.

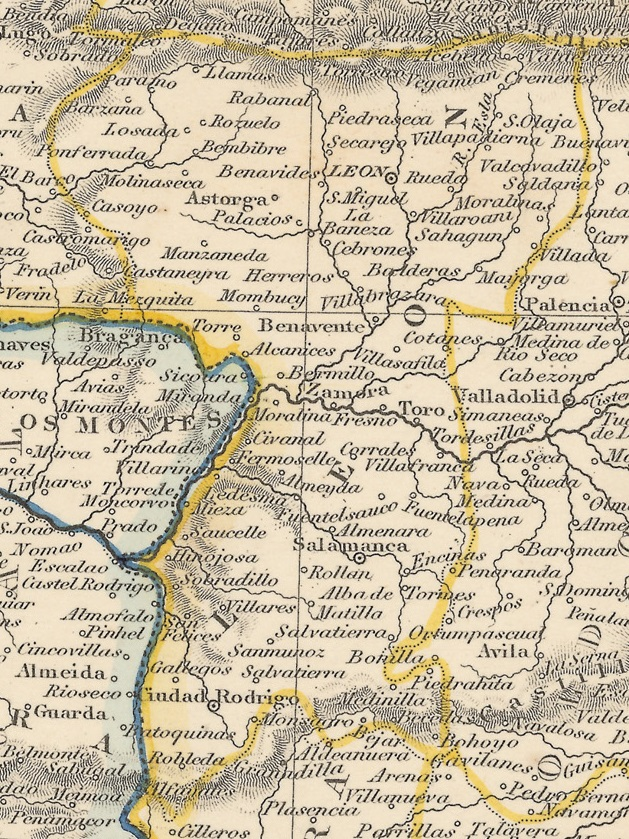
Detalle de la región de León en el mapa "Spain and Portugal" realizado en 1850 por J. Dower, en el que se puede observar Matilla.

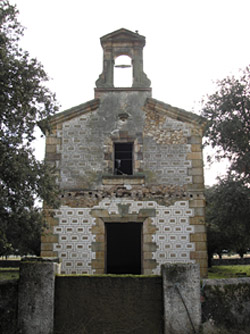
Ruinas de la ermita de Santiago, construida en el lugar en el que estuvo el barracón del aeródromo de San Fernando.

El primer vestigio de vida en la zona debe situarse alrededor del cuarto milenio antes de Cristo, período en el que los estudiosos incluyen las construcciones de los monumentos megalíticos funerarios llamados dólmenes, como el encontrado en la finca Linejo, del que sucesivas campañas arqueológicas recuperaron diversos e importantes materiales.
En cuanto a las actuales localidades del municipio, los núcleos más antiguos se fundaron en los procesos repobladores emprendidos por la monarquía leonesa en la Alta Edad Media, época de la que datan, por ejemplo, Canillas de Torneros, Linejo y Carrascal de Sanchiricones, mientras que la localidad de Matilla fue fundada como localidad en el siglo XIV, quedando encuadrada en el Quarto de Baños de la jurisdicción de Salamanca, dentro del Reino de León, atribuyéndose la repoblación de Matilla a Enrique Enríquez, que se casó con la afamada María la Brava, la cual procedía de la cercana localidad de Villalba de los Llanos. Posteriormente, Matilla perteneció a Gómez de Benavides, quien al casarse con María de Manrique recibió de su padre las villas de Matilla de los Caños y San Muñoz.
Quedan restos de un castillo de origen medieval erigido en la cima de la ladera en la que se asienta el pueblo, del que fue ordenada su destrucción en el año 1505 por el rey Fernando el Católico, si bien todavía puede seguirse su perímetro. Posteriormente, con la creación de las actuales provincias en 1833, Matilla quedó encuadrado en la provincia de Salamanca, dentro de la Región Leonesa.
En 1880 todo el término municipal de Matilla de los Caños del Río, incluyendo el propio casco urbano pasaron a ser propiedad del senador José Rodríguez Yagüe, industrial bejarano fabricante de paños que fue también diputado provincial, que compró el término y pueblo a un prestamista, Francisco de Velasco, que lo había adquirido previamente. El miedo a perder sus casas y huertas hizo que los vecinos de Matilla se sublevaran cuando fueron a expulsarlos, yendo a perseguir a quienes creían que era el dueño de los terrenos, Antonio Manzanares, el representante que había nombrado Rodríguez Yagüe (de quien era cuñado) para gestionar sobre el terreno esta propiedad. Esto desembocó en el denominado "Crimen de Matilla", 13 de diciembre de 1880, cuando fue asesinado el mencionado Antonio Manzanares, al ser herido mortalmente por los vecinos a base de pedradas y golpes, siendo herido en el motín el procurador Ruperto Martín, que acompañaba a Manzanares, una vez huyeron de la casa en la que residían a la que habían prendido fuego los vecinos sublevados. Finalmente, de los cuarenta procesados por este crimen, tres de los acusados cumplieron cadena perpetua. Estos sucesos originaron que en enero de 1881 se estableciese en la localidad un puesto provisional de la Guardia Civil.
Ya en el siglo XX, durante la guerra civil española, el alcalde republicano Gerardo Pescador y siete vecinos de Matilla fueron ejecutados, siendo abandonados sus cadáveres en La Rad. Asimismo, durante este conflicto bélico estuvo operativo en el noroeste del término municipal el aeródromo de San Fernando, en el paraje de Campo del Hospicio, que prestó servicio al bando sublevado y fue abandonado una vez finalizada la guerra. En el barracón que prestaba servicio a este aeródromo se celebraron las reuniones de la Junta de Defensa Nacional que conducirían al nombramiento de Francisco Franco como Jefe del ejército del bando sublevado y jefe de Gobierno, construyéndose posteriormente sobre la ubicación de este barracón la ermita de Santiago, hoy en ruinas.
En 1943 la Diputación provincial elige mayoritariamente a su alcalde Alipio Pérez-Tabernero y Sanchón para el cargo de procurador en Cortes en la I Legislatura de las Cortes Españolas (1943-1946), representando a los municipios de esta provincia.

## Demografía
Cuenta con una población de 613 habitantes (INE 2024).
| Gráfica de evolución demográfica de Matilla de los Caños del Río entre 1842 y 2021 |
| |
| Población de derecho según los censos de población del INE Población de hecho según los censos de población del INEEn estos censos se denominaba Matilla de los Caños: 1842, 1857, 1860, 1877, 1887, 1897, 1900 y 1910 Entre el censo de 1857 y el anterior, crece el término del municipio porque incorpora a 375015 (Cojos de Robliza) |

### Núcleos de población
El municipio se divide en varios núcleos de población, que poseían la siguiente población en 2015 según el INE.
| Núcleo de población          | Población |
| ---------------------------- | --------- |
| Matilla de los Caños del Río | 605       |
| Canillas de Torneros         | 13        |
| Linejo                       | 7         |
| Carrascal de Sanchiricones   | 3         |
| Pocito                       | 3         |
| Matas Altas                  | 2         |
| Campo del Hospicio           | 0         |
| Carrascalino                 | 0         |
| El Cueto                     | 0         |
| Ochando                      | 0         |

## Administración y política
| Partido político                         | 2019  | 2019  | 2019       | 2015  | 2015  | 2015       | 2011  | 2011  | 2011       | 2007  | 2007  | 2007       | 2003  | 2003  | 2003       |
| Partido político                         | %     | Votos | Concejales | %     | Votos | Concejales | %     | Votos | Concejales | %     | Votos | Concejales | %     | Votos | Concejales |
| Partido Popular (PP)                     | 80,17 | 372   | 6          | 72,65 | 324   | 5          | 59,27 | 275   | 5          | 53,16 | 269   | 4          | 64,27 | 331   | 5          |
| Partido Socialista Obrero Español (PSOE) | 18,97 | 88    | 1          | 26,01 | 116   | 2          | 31,47 | 146   | 2          | 44,66 | 226   | 3          | 35,15 | 181   | 2          |
| Coalición SI por Salamanca (SI)          | —     | —     | —          | —     | —     | —          | 8,62  | 40    | 0          | —     | —     | —          | —     | —     | —          |

## Patrimonio

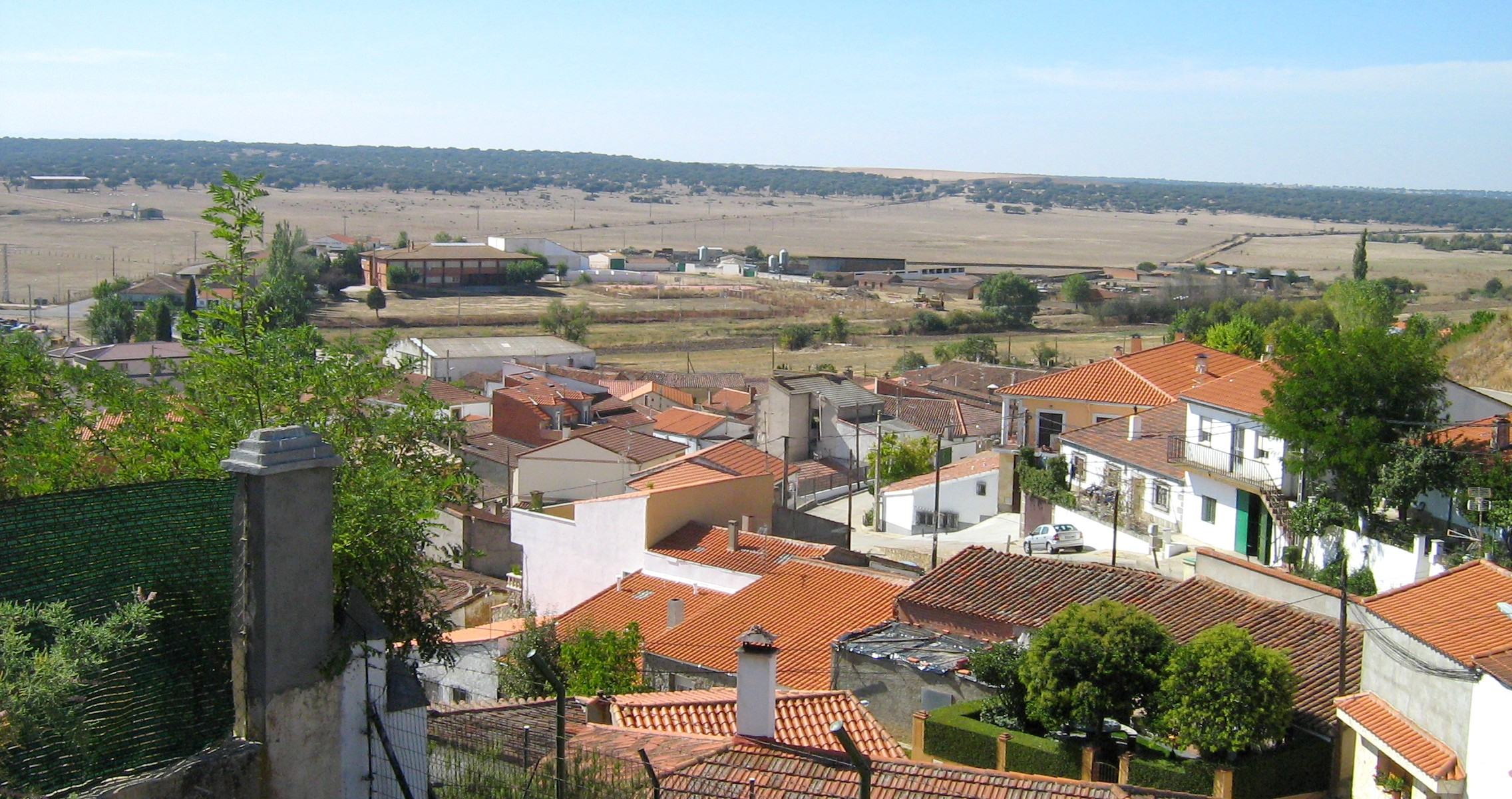
Núcleo urbano

En el centro del pueblo se encuentra la iglesia parroquial, restaurada y reformada en varias ocasiones, cuyo patrón es Santiago Apóstol en la que se encuentran dos obras del reconocido y laureado escultor, hijo del pueblo, Venancio Blanco, representando a San Isidro Labrador (1944) y Santa Águeda (1990).
El edificio de las antiguas escuelas fue restaurado por los alumnos del CRA Los Carrascales y dedicado a museo escolar. En la fachada se pueden ver dibujos muy variados que fueron pintados por alumnos.
En el museo se pueden observar como eran las antiguas escuelas. En ellas estudió el pintor y escultor, Venancio Blanco, y en homenaje a él se le puso su nombre al museo. En él hay libros y material que eran de antiguos alumnos del pueblo, la clase está decorada por fotos de alumnos del pueblo y algunos mapas.
A unos 6 km del núcleo urbano se encuentra la ermita del Cueto, abierta los domingos y días festivos durante la misa de 13:30 a 14:30 horas, la ermita de la Virgen del Cueto es, además de centro espiritual de gran devoción en la provincia, el patrimonio artístico-religioso más importante de la zona. La Virgen María se apareció a unos pastores en una encina, sobre la que se edificó la ermita. Se accede por la nueva carretera de Salamanca desviándose en Canillas de Torneros siguiendo unos 3 km por camino de tierra se llega al promontorio donde se encuentra la ermita, desde la que se ven excelentes paisajes y se respiran los aromas del campo charro. La ermita, se encuentra en el interior del recinto de la plaza de toros alrededor de un viejo negrillo. A la izquierda de la ermita, se encuentra una humilde casa porticada con balcón corrido, refugio de ermitaños y frailes, forma una esquina encantadora que, por su sencillez, capta enseguida la atención, si nos fijamos en las columnas podemos ver que una es un miliario romano, seguramente traído de la calzada de la plata. El conjunto de la obra es del siglo XVII, aunque el camarín de la Virgen corresponde el siglo XVIII. El interior tiene tres retablos uno principal y dos laterales separados del resto de la ermita por una preciosa verja forjada en 1830 , dotado, todo ello, de una excelente decoración en el más puro estilo Rococó de la época, resultando espectaculares los dos querubines que, sentados a plomo sobre las dos columnas centrales, sorprenden por su fuerza, movimiento y realismo, así como la labra en piedra del exterior de la capilla camarín. Al final de la nave, en el coro, un estucado policromado representa una escena de la vida de San Isidro Labrador.
El Teso del Castillo así mismo guarda importantes restos arqueológicos,los tramos de sus murallas,un túnel que podría ser el aljibe del castillo,en la última campaña arqueológica aparecieron balas de cañón,armas y una armadura completa.

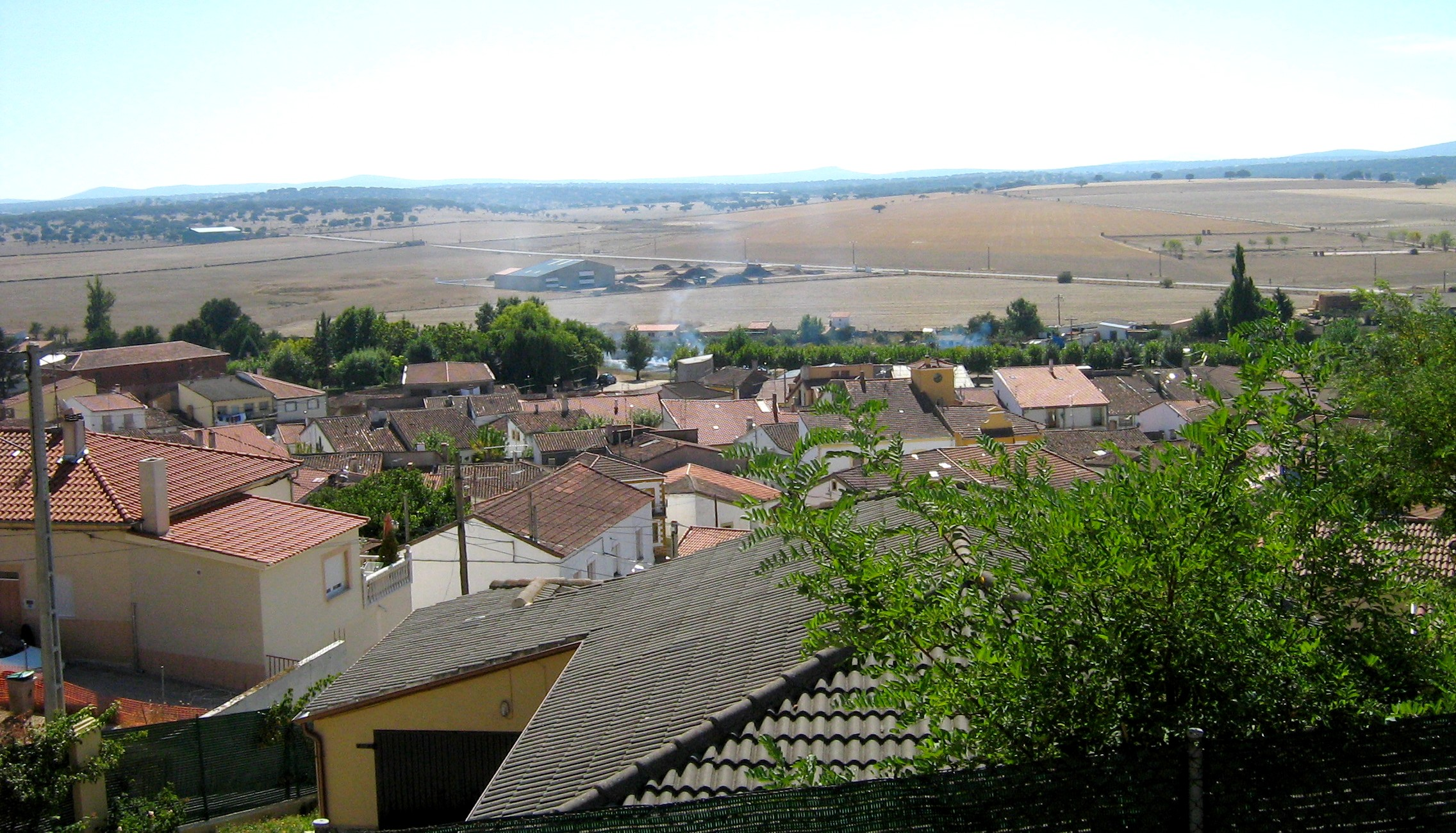
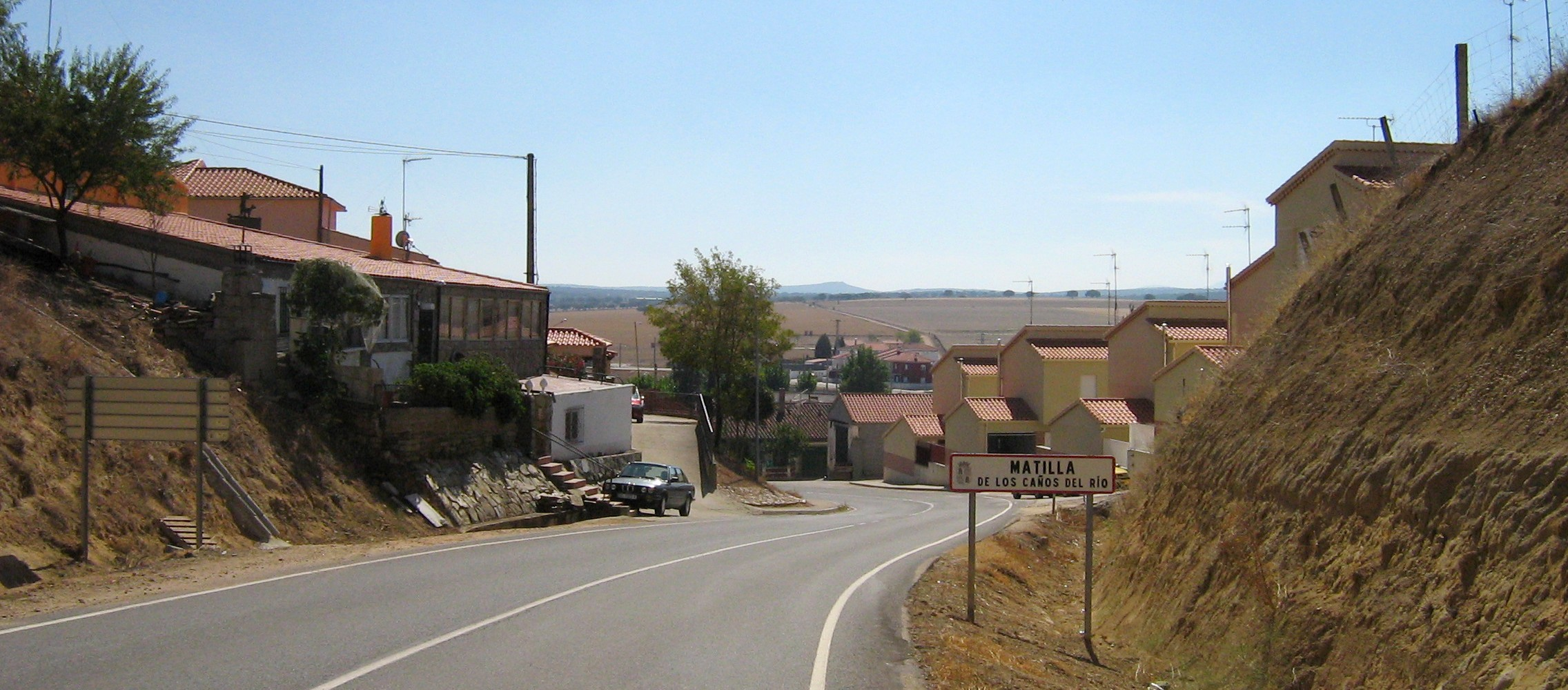
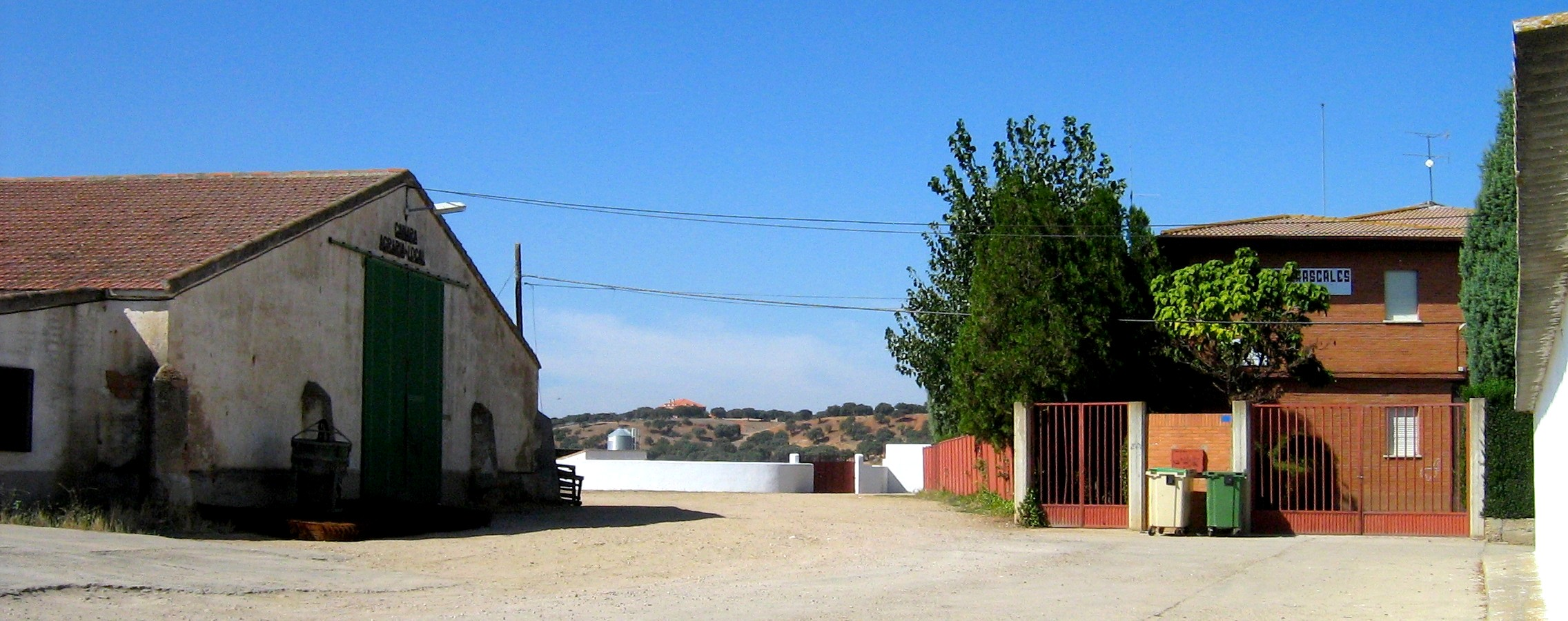
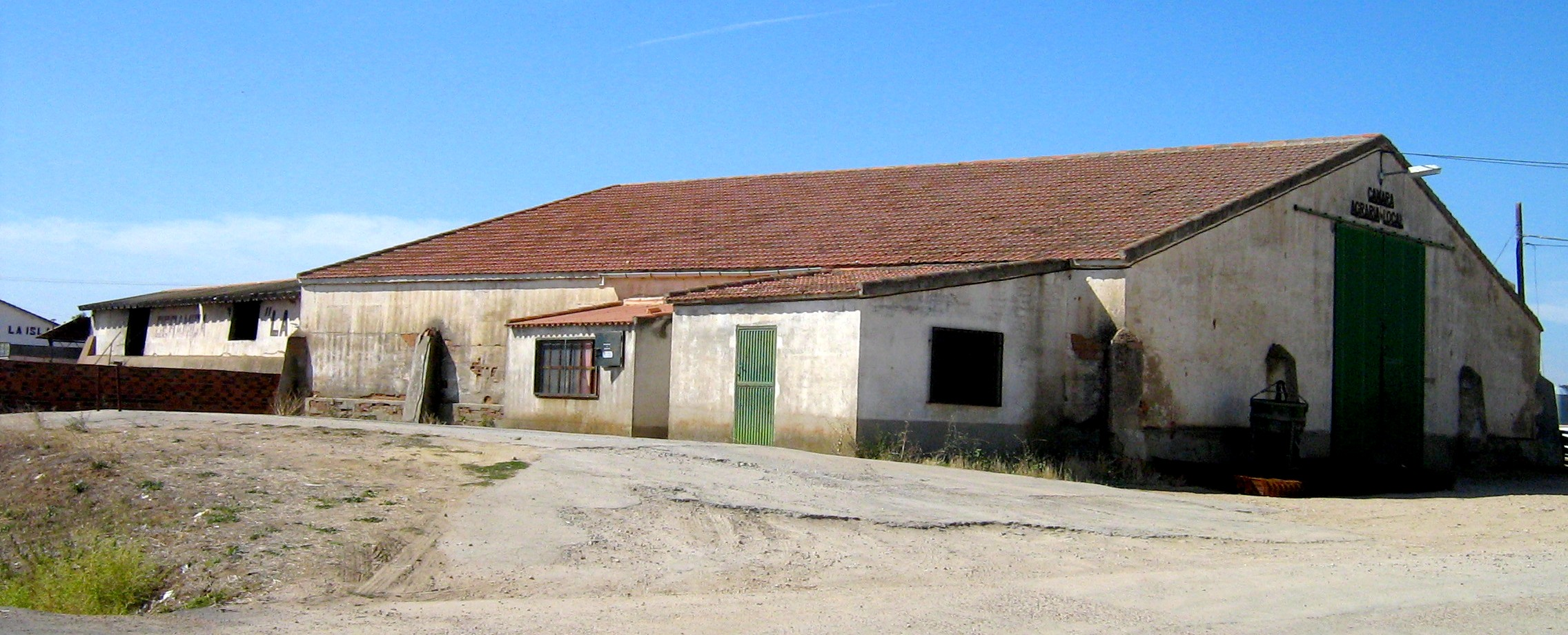
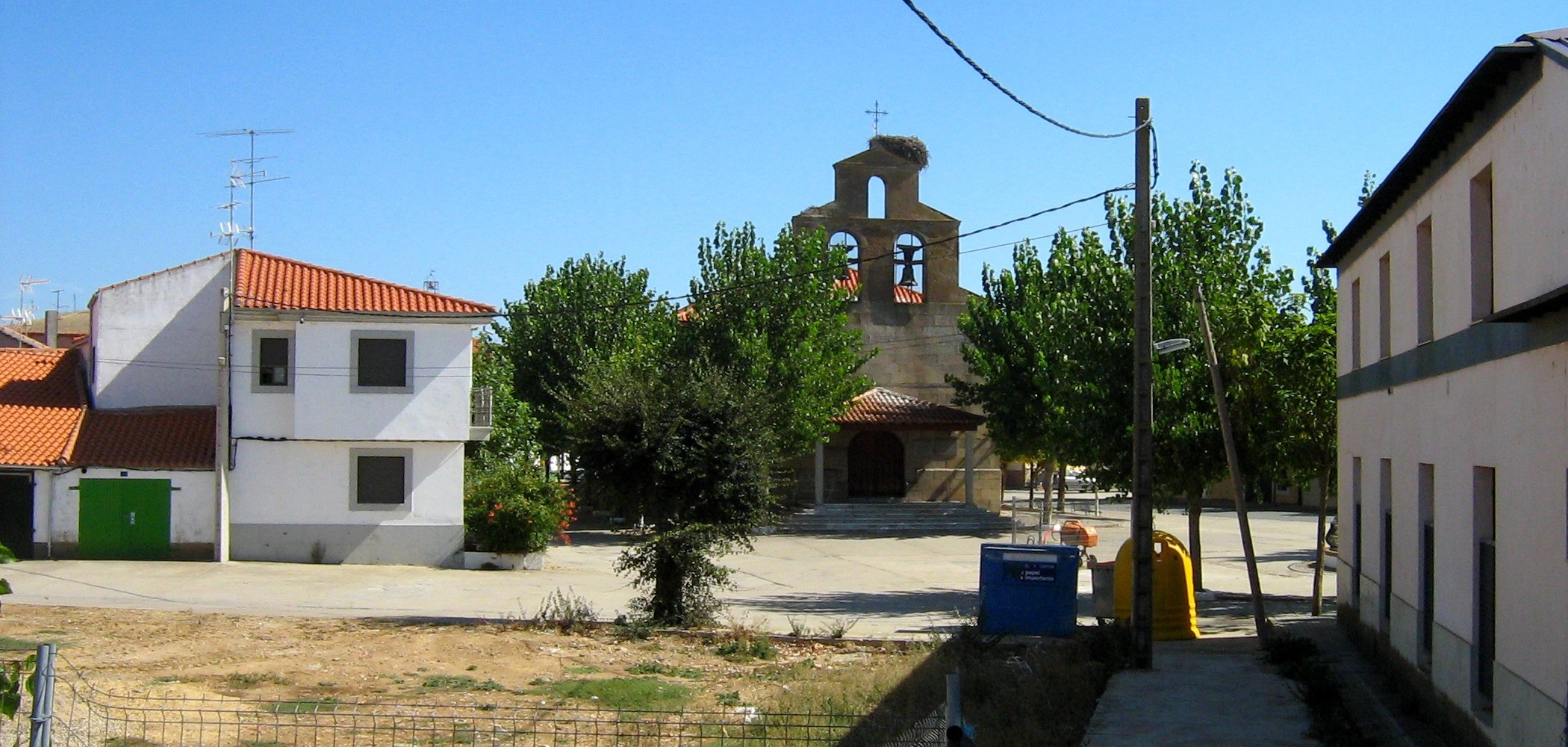
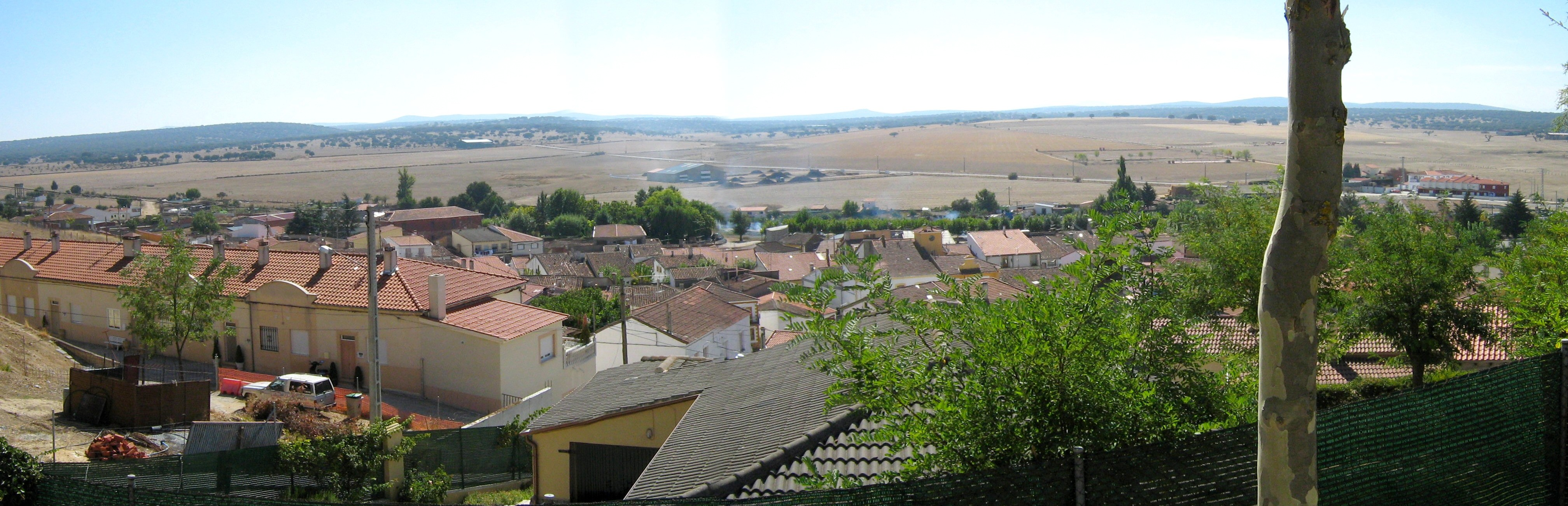
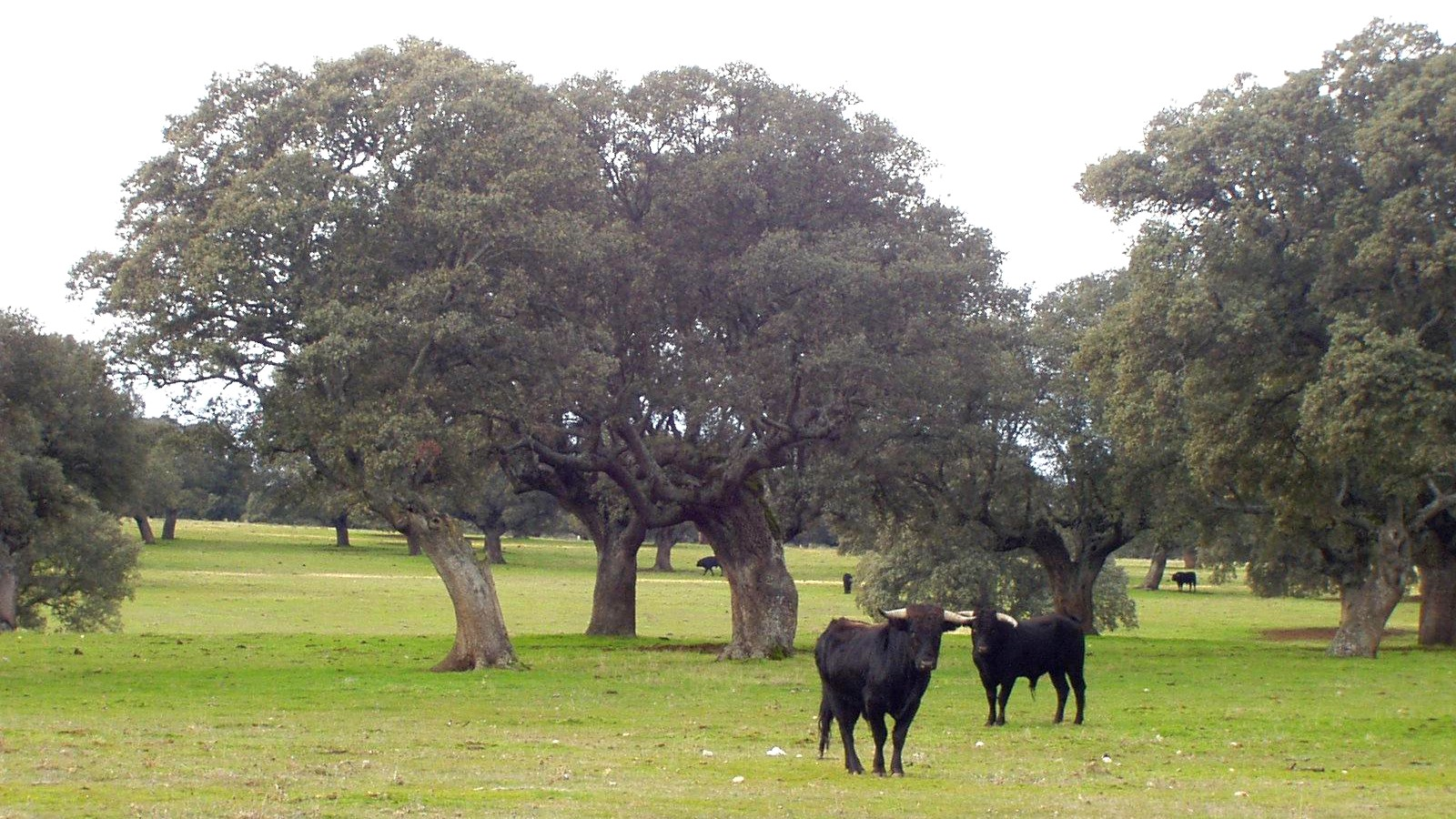

## Fiestas
Las fiestas locales son el Lunes de Carnaval, en las que se suele celebrar los quintos, la comida típica de limones, el martes de carnaval, entre otras actividades. El día de Santiago Apóstol, se celebra el patrón del pueblo, en el que sus actividades más destacadas son la capea popular, comida de paella para todo el pueblo, juegos para niños y mayores y fuegos artificiales acompañados de verbena.